# Ivo Rudic
Ivo Rudić (ur. 24 stycznia 1942 w Splicie, zm. 22 listopada 2009 tamże) – australijski piłkarz pochodzenia chorwackiego. Grał na pozycji obrońcy.

## Kariera klubowa
Najbardziej znanym klubem w jakim grał Ivo Rudic był Pan Hellenic, w którym grał w 1974 roku.

## Kariera reprezentacyjna
Ivo Rudic w 1974 zdecydował się na grę w reprezentacji Australii. W tym samym roku został powołany na Mistrzostwa Świata 1974. Na turnieju w RFN Rudic był rezerwowym i nie zagrał w żadnym meczu. Nigdy nie zagrał w reprezentacji Australii, zarówno w meczach oficjalnych jak i nieoficjalnych.